# Röd Mani
Röd Mani är en supporterklubb som stöttar Kalmar FF. Den grundades 2013.
Verksamhetens fokus är att stötta Kalmar FF och skapa stämning och främja läktarkulturen vid KFF:s matcher genom tifo i form av flaggor, banderoller, mosaiker, filmer, halsdukar och liknande. Röd mani är medlem i den svenska fotbollssupporterunionen SFSU. Röd Mani är fristående från den officiella supporterklubben för Kalmar FF. Supportergruppen har varit på kant med fotbollsföreningen eftersom de använt sig av pyroteknik som bengaler, som inte är tillåtna på läktarna, och maskerat sig.